# Anna Fastnacht-Stupnicka
Anna Fastnacht-Stupnicka (ur. 17 grudnia 1948 we Wrocławiu) – polska publicystka, dziennikarka oraz działaczka opozycji antykomunistycznej w PRL.

## Życiorys
Pochodziła z rodziny inteligenckiej rodem z Sanoka. Po przeprowadzce do Wrocławia jej ojciec Adam Fastnacht pełnił funkcję kustosza Biblioteki im. Ossolińskich. Ukończyła V Liceum Ogólnokształcące im. gen. Jakuba Jasińskiego we Wrocławiu oraz polonistykę na Uniwersytecie Wrocławskim. Po studiach wyszła za mąż (po mężu nosiła nazwisko Szczepaniak) i rozpoczęła pracę zawodową. Najpierw w Brzeskim Domu Kultury, a następnie w dziale wydawnictw Wojewódzkiego Ośrodka Postępu Rolniczego w Łosiowie. Współpracowała również z rozgłośnią Polskiego Radia w Opolu, przygotowując (razem z red. Danutą Starzec) audycje o tematyce rolniczej i społecznej oraz prezentując własne reportaże. Nie została zatrudniona na stałe w rozgłośni z uwagi na brak zgody Komitetu Wojewódzkiego PZPR w Opolu.
We wrześniu 1980 współzakładała NSZZ „Solidarność” w WOPR w Łosiowie. Po ogłoszeniu stanu wojennego od 1982 oraz po jego zakończeniu do 1987 współredagowała podziemnie pismo NSZZ Solidarność Region Dolny Śląsk „Prostownik”. W 1989 byłą członkinią Brzeskiego Klubu Obywatelskiego, a w 1990 kierowała jego pracami podczas wyborów samorządowych. Wtedy również rozpoczęła pracę w „Nowej Trybunie Opolskiej”. W tym okresie zmieniła nazwisko na Fastnacht-Stupnicka (drugi człon to pseudonim okupacyjny ojca, będący jednocześnie nazwiskiem rodowym jej prababki); zachowała je po ponownym wyjściu za mąż za Józefa Drwięgę. W 1994 przeniosła się do Wrocławia, gdzie podjęła pracę w „Gazecie Wrocławskiej”. Jako dziennikarka tego czasopisma w 1995 wraz z Cezarym Trytką wyjechała do Czeczenii, a owocem wyjazdu były reportaże. W kolejnych latach była zatrudniona w redakcjach „Gościa Niedzielnego”', „Przeglądu Pod Tytułem” oraz biuletynu samorządowego „Żórawina Nasza Gmina”. W 2004 przeszła na emeryturę.
Została członkinią Stowarzyszenia Dziennikarzy Polskich (gdzie pełniła funkcję sekretarza Komisji Interwencyjnej), Towarzystwa Miłośników Lwowa i Kresów Południowo-Wschodnich, Towarzystwa Przyjaciół Ossolineum oraz Towarzystwa Przyjaciół Sanoka i Ziemi Sanockiej (współzałożycielka koła wrocławskiego). W 2020 otrzymała Srebrny Krzyżem Zasługi „za zasługi w działalności na rzecz środowiska dziennikarzy polskich”, a w 2021 uhonorowana tytułem „Zasłużony dla Wrocławia”.

## Wybrane publikacje
- Adam Fastnacht: Słownik historyczno-geograficzny Ziemi Sanockiej w średniowieczu (2002, opracowanie)
- Saga wrocławska. 74 opowieści rodzinne (2004)
- Od św. Jadwigi do Marka Hłaski. Niezwykłe losy wybitnych ludzi na Dolnym Śląsku (2007)
- Zostali we Lwowie (2010)
- Profesor Tadeusz Kielanowski. Szkic w tle rodziny i epoki (2012)